# Cliforga alleghaniensis
 (septembre 2019).
Genre
Espèce
Cliforga alleghaniensis, unique représentant du genre Cliforga, est une espèce de collemboles de la famille des Isotomidae.

## Distribution
Cette espèce se rencontre en Amérique du Nord.

## Étymologie
Son nom d'espèce, composé de alleghani et du suffixe latin -ensis, « qui vit dans, qui habite », lui a été donné en référence au lieu de sa découverte, les monts Allegheny.

## Publication originale
- Wray, 1952 : Some new North American Collembola. Bulletin of the Brooklyn Entomological Society, vol. 47, p. 95-106.